# Anna Széles

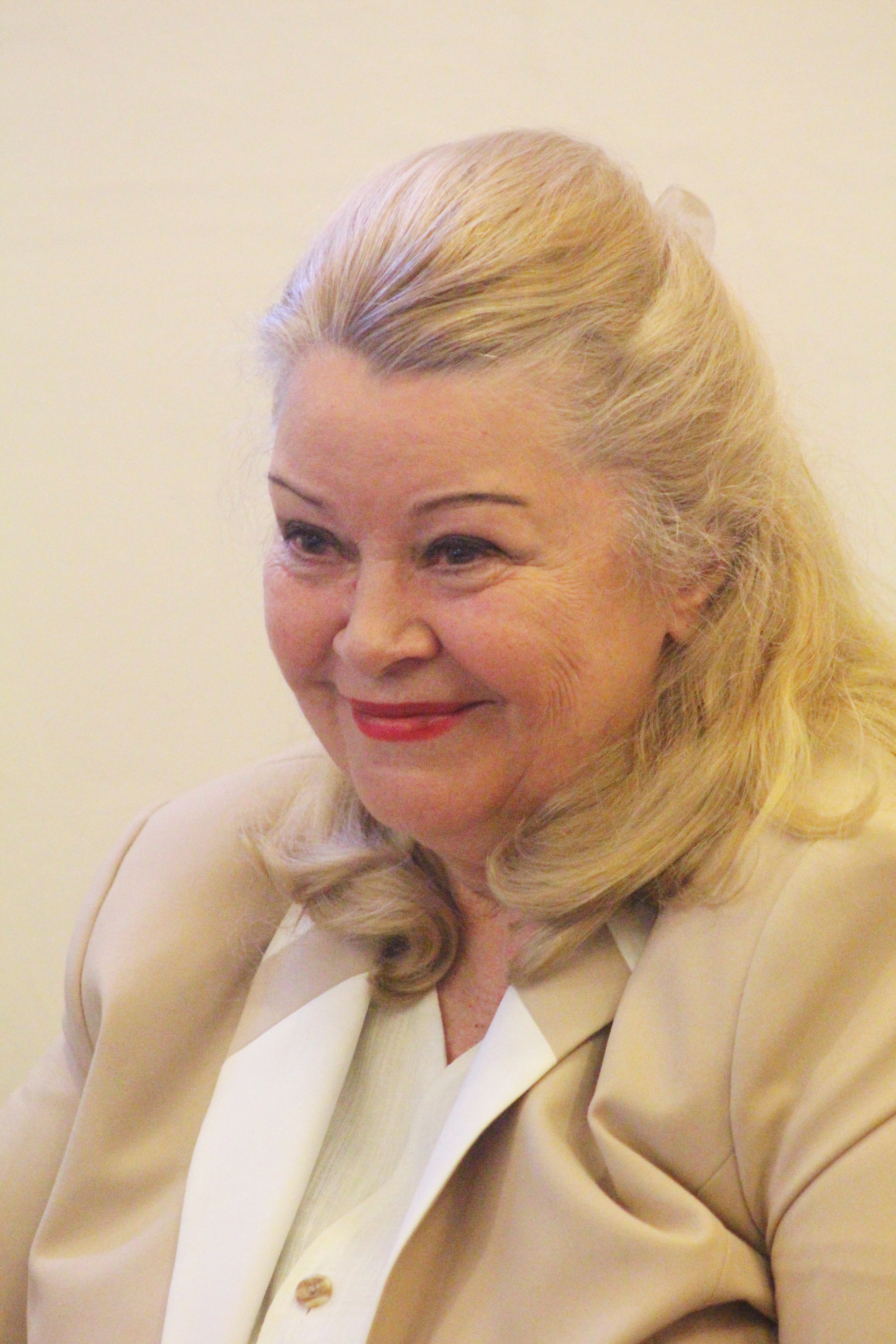
Anna Széles fotografiată în 2017 de László Horváth

Anna Széles (n. 24 august 1942, Oradea, Regatul Ungariei) este o actriță maghiară din România, emigrată în 1989 la Budapesta. A absolvit Academia de Teatru și Film din Târgu Mureș, iar din 1965 a activat la Teatrul Maghiar de Stat din Cluj. A fost căsătorită cu Florin Piersic până la divorțul din 1985.
A absolvit Institutul de Teatru „Szentgyörgyi István” din Târgu Mureș în 1965, avându-i colegi de promoție pe Irén Bányai, Endre Botár, Ildikó Fülöp, Imre Higyed, István Krausz (Kuti), Szidónia Krizsovánszky, Lívia Madár (Gingilescu), Pál Mihály, Dezső Nagy, Magda Stief, Katalin Vásárhelyi și András Vitályos. După absolvirea studiilor, a fost repartizată la Teatrul Maghiar de Stat din Cluj.

## Distincții
A fost distinsă cu Ordinul Meritul Cultural clasa a IV-a (1971) „pentru merite deosebite în opera de construire a socialismului, cu prilejul aniversării a 50 de ani de la constituirea Partidului Comunist Român”.

## Roluri în piese de teatru
- Anton Cehov: Livada de vișini — Ania
- Georges Feydeau: Croitor de dame — Madame d’Herblay
- Carlo Goldoni: Hangița — Mirandolina
- Maxim Gorki: Azilul de noapte — Natașa, sora Vassilisei Karpovna
- Jenő Heltai: Fetele din țara zânelor — Sárika
- Molière: Școala nevestelor — Ágnes
- William Shakespeare: Romeo și Julieta — Julieta
- Ede Szigligeti: Liliomfi — Mariska
- Karol Józef Wojtyła: În fața magazinului bijutierului — Tereza

## Filmografie

### Filme de cinema
- 1962: La vîrsta dragostei
- 1963: Vacanță la mare — Magda, studentă timișoreană
- 1965: Pădurea spînzuraților — țăranca unguroaică Ilona Vidor, iubita lui Apostol Bologa
- 1965: Gaudeamus igitur — candidată la Fac. de Filologie, învățătoare
- 1965: Dincolo de barieră
- 1966: Fantomele se grăbesc
- 1967: Zodia Fecioarei — Dita, fiica Sabinei
- 1967: Meandre — Lia, iubita lui Gelu
- 1967: Fetița cu chibrituri
- 1968: Balul de sîmbătă seara — Lia, dansatoare din Craiova, iubita blondă a lui Papă
- 1968: Vin cicliștii — Ana
- 1969: Tinerețe fără bătrînețe — fiica împăratului Tinereții fără bătrânețe / Zâna cea bună
- 1969 Vadul iadului (Pokolrév), regia Miklós Markos — Maria Pille
- 1970: Canarul și viscolul — logodnica lui Oprea
- 1970: Égi bárány (Ungaria) — țăranca blondă Maria
- 1970: Szép magyar komédia (Ungaria) — Krisztina
- 1972: Haina de piele
- 1973: Irgalom (Ungaria) — Ágnes Kertész
- 1974: De bună voie și nesilit de nimeni
- 1975: Ștefan cel Mare - Vaslui 1475 — jupânița Marușca, fiica lui Iațco Hudici
- 1975: Pe aici nu se trece — studenta Ada
- 1975: Elixirul tinereții — Carmen Nicolau, reporteriță TV
- 1976: Lúdas Matyi
- 1977: Tufă de Veneția — Ana Năsturaș, soția geloasă
- 1978: Eu, tu, și... Ovidiu — însoțitoarea de zbor din avionul de pe ruta București–Constanța
- 1985: Masca de argint — țiganca care-l atrage pe Mărgelatu
- 1991: Sztálin menyasszonya (Ungaria)
- 1992: Az álommenedzser (Ungaria)
- 1993: Ábel a rengetegben (Ungaria–România) — mama lui Ábel
- 1996: Honfoglalás (Ungaria)
- 2001: Sacra Corona (Ungaria) — hangița

### Filme de televiziune
- 1971: Egy éj az Arany Bogárban (Ungaria)
- 1973: Irgalom (serial TV în 6 episoade, Ungaria)
- 1979: Rózsa Sándor (serial TV în 12 episoade, Ungaria) — Mari Som
- 1991: A Tógyer farkasa (Ungaria)
- 1991: Julianus barát (film istoric, Ungaria–Italia)
- 2003: Káprázatok káoszában (film documentar, Ungaria)
- 2003: Szeress most! (serial TV, Ungaria) — mătușa Bori Hárs
- 2009: És a nyolcadik napon (Ungaria) — bunica

## Premii
- Premiul pentru cea mai bună actriță la Festivalul de la Mamaia pentru Pădurea spînzuraților